# نيل دوفي (لاعب كرة قدم)
نيل دوفي (بالإنجليزية: Neil Duffy)‏ هو لاعب كرة قدم بريطاني في مركز جناح ‏، ولد في 1937 في غلاسكو في المملكة المتحدة، وتوفي في 17 يونيو 2013. لعب مع نادي ستيرلينغشير الشرقية.